# Pecotox Air
Pecotox Air é uma companhia aérea charter com sede em Chişinău, Moldávia.

## História
Ela iniciou suas operações em novembro de 2001 e operou serviços de fretamento de passageiros e carga de sua base no Aeroporto Internacional de Chişinău.
Em junho de 2007, foi anunciado que a República da Moldávia havia retirado o certificado da companhia aérea, uma vez que não estava sujeita a uma supervisão de segurança adequada, e a Comissão de Segurança Aérea da Comissão Européia também proibiu a companhia aérea de voar dentro da União Européia. A companhia aérea retomou as operações em meados de 2016, usando duas aeronaves de carga Airbus A300. No entanto, no início de 2017, ambas as aeronaves haviam sido aposentadas novamente.

## Acidentes
Em julho de 2009, um Mil Mi-26 da Pecotox Air foi abatido na província de Helmand com a perda de seis tripulantes ucranianos. A aeronave estaria em uma missão humanitária sob contrato da OTAN.

## Frota

### Frota atual

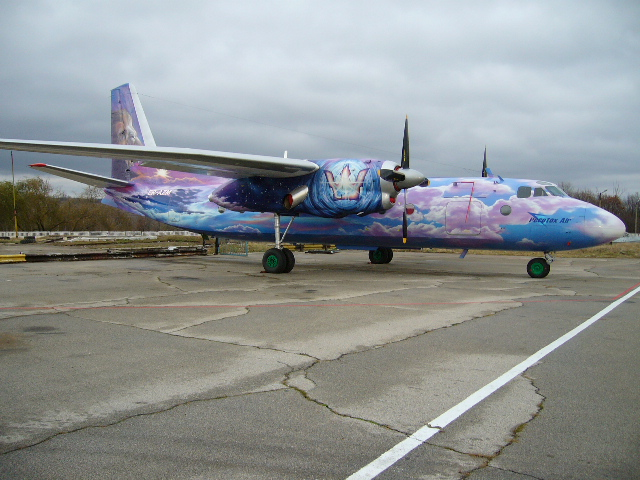
Ex-Antonov An-24RV da Pecotox Air

Em julho de 2020, não havia aeronaves operacionais listadas para  Pecotox Air.

### Frota Histórica
A frota da Pecotox Air incluía anteriormente as seguintes aeronaves:
- 2 Airbus A300-600RF[4]
- 4 Antonov An-24RV
- 2 Antonov An-26B
- 1 Antonov An-32B
- 2 Yakovlev Yak-42[1]